# Rompighiaccio

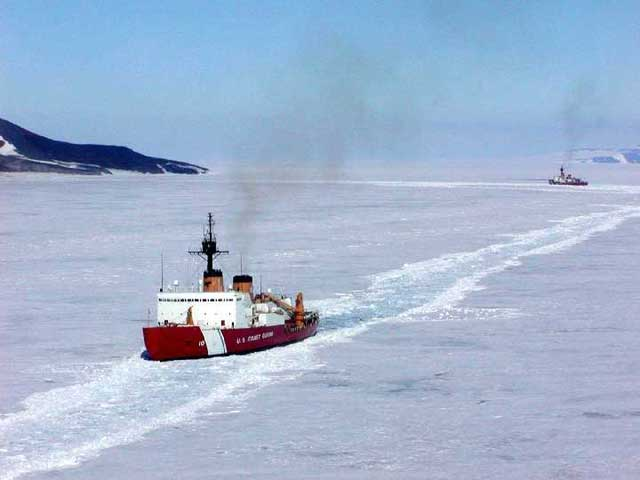
Rompighiaccio della Guardia costiera USA vicino alla stazione McMurdo, febbraio 2002

Un rompighiaccio, o nave rompighiaccio, è una nave appositamente studiata per navigare in mari, laghi o fiumi la cui superficie sia coperta di ghiaccio, come nel caso della banchisa.

## Storia

Animazione di un rompighiaccio

Fin dagli inizi dell'esplorazione polare furono usate navi adattate al ghiaccio. Originariamente si trattava di navi in legno come il koč, basate su modelli già in uso, rinforzate particolarmente lungo la linea di galleggiamento con un doppio strato di tavole e travature incrociate all'interno. Bande di ferro venivano applicate all'esterno, sulla prua, sulla poppa e lungo la chiglia sia per aiutare a spingere il ghiaccio sia per proteggere l'imbarcazione qualora fosse rimasta incastrata nel ghiaccio. Il ghiaccio spinto lateralmente tende infatti a richiudersi (a causa per esempio della forza del vento) premendo sui fianchi della nave intrappolata, sottoponendo lo scafo al rischio di grave danneggiamento.
All'inizio del XX secolo diverse nazioni svilupparono navi rompighiaccio specializzate. Prevalentemente si trattava di imbarcazioni per navigazione costiera, ma la Russia e successivamente l'Unione Sovietica costruirono diverse rompighiaccio con stazza di 10.000 tonnellate adatte per la navigazione oceanica. Negli anni furono introdotte diverse innovazioni, ma fu solo con l'uso dell'energia nucleare per la propulsione (rompighiaccio Lenin, 1959) che le rompighiaccio poterono dimostrare tutta la loro potenzialità.

## Descrizione
Perché una nave sia in grado di fare questo, deve avere tre caratteristiche:
- uno scafo in grado di resistere al ghiaccio;
- una forma dello scafo in grado di aprire lo strato di ghiaccio;
- una potenza di propulsione sufficiente per spingere la nave vincendo la resistenza del ghiaccio all'avanzamento.

In realtà un rompighiaccio non frantuma le lastre di ghiaccio direttamente con la prua, bensì più vantaggiosamente sfrutta la sua inerzia e la spinta propulsiva per sollevare la prua al di sopra del ghiaccio con il peso della nave che provoca la rottura del ghiaccio sottostante il quale aprendosi lascia tornare la prua in mare. I frammenti di ghiaccio vengono spinti lateralmente oppure fatti passare al di sotto dello scafo. In generale una nave rompighiaccio avanza più velocemente su una superficie interamente ghiacciata rispetto ad un mare coperto da frammenti di ghiaccio. La parte più esposta a danni in una nave di questo tipo rimane il sistema di propulsione.
I moderni rompighiaccio hanno eliche protette sia a prua che a poppa, ed anche propulsori laterali per manovrare meglio. Dell'acqua con funzione di zavorra è pompata tra contenitori posti ai due lati della nave per stabilizzare e ridurre il rollio. Da fori sotto la linea di galleggiamento viene espulsa aria per favorire il distacco del ghiaccio.

### Impieghi
I rompighiaccio sono utilizzati prevalentemente per tenere aperte le rotte commerciali laddove queste siano interessate stagionalmente o permanentemente dalla formazione di ghiaccio. I rompighiaccio sono navi costose da costruire e operare, sia quando alimentate con turbine a gas o con un reattore nucleare. Al 2024 la Russia è l'unica ad avere rompighiaccio alimentate con un reattore nucleare; Stati Uniti, Giappone e Germania le hanno tutte convertite a diesel.
Inoltre sono decisamente poco confortevoli perché lo scafo arrotondato necessario per rompere il ghiaccio non ha elementi che ne stabilizzino il rollio; inoltre il continuo urtare contro il ghiaccio produce rumori e vibrazioni costanti. Spesso le rompighiaccio trasportano idrovolanti o elicotteri come ausilio per la ricognizione e il collegamento.
L'unica rompighiaccio tradizionale al mondo utilizzata per scopi turistici è la Sampo, attraccata nel porto di Kemi in Finlandia, che, con crociere giornaliere di circa quattro ore, opera durante il periodo di congelamento del Golfo di Botnia (dicembre-aprile). Altre rompighiaccio che hanno servizio passeggeri si trovano nel nord della Russia; queste, oltre ad essere mezzi a propulsione nucleare, offrono crociere di diverse settimane, a prezzi solitamente molto elevati.